# 若林正恭
若林正恭（日语：／ Wakabayashi Masayasu */?；1978年9月20日—）是日本男性搞笑藝人，東京都中央區入船出身。他是搞笑二人組奧黛麗的成員，擔任吐槽角色（最初是裝傻）。所屬經紀公司是K DASH Stage。組合的劇本全部由若林一人完成。

## 經歷
- 2008年2月，進入M-1大賽2008準決賽。
- 2009年8月，《ドリームマッチ09 真夏の若手芸人祭り!!》和石田明（NON STYLE）搭檔贏得冠軍。
- 2010年2月，勝出《言語遊戯王6》優勝。[2]。
- 2010年3月，《IPPON大獎賽（日语：IPPONグランプリ）09 - 10春の陣》亞軍。
- 2010年8月，勝出《言語遊戯王7》優勝，2連勝。[3]。
- 2010年5月，因為一曲《瀨戶的新娘》而實現歌手出道。[4]
- 2010年8月，《芸人交換日記〜イエローハーツの物語〜》，首次主演舞台劇。
- 2013年3月，首次出演電影《ひまわりと子犬の7日間》。
- 2013年5月，發行首本著作《社會人，原來如此？！：怕生搞笑藝人的人生進化哲學》（社会人大学人見知り学部 卒業見込）。
- 2016年6月，在第15屆《IPPON大獎賽》首次奪冠。
- 2017年7月，發行著作《表參道的貴婦犬與聖卡洛斯要塞的流浪犬》（表参道のセレブ犬とカバーニャ要塞の野良犬）。
- 2018年8月，發行著作《斜角的黃昏》（ナナメの夕暮れ）。
- 2019年11月，在廣播節目《奧黛麗的All Night Nippon（日语：オードリーのオールナイトニッポン）》上宣布個人於「好夫婦日（日语：いい夫婦の日）」（11月22日）與圈外人結婚[1]。

## 外部連結
- 若林正恭的Instagram帳戶
- 若林正恭 (m_wakabayashi) - note
- 『社会人大学人見知り学部 卒業見込』公式的X（前Twitter） - 若林正恭著『社会人大学人見知り学部 卒業見込』の公式アカウント
- ほぼ日刊イトイ新聞 東京の子。オードリー若林さんから見た「東京」 （页面存档备份，存于）（2017年）